# Palaiseau
Palaiseau er en mindre fransk provinsby. Den er hovedsæde i arrondissementet af samme navn i departementet Essonne. Indbyggerne kaldes Palaisien.

## Uddannelse
- École nationale supérieure de techniques avancées
- École Polytechnique
- Institut d'optique Graduate School
- Institut polytechnique de Paris